# Mine (Schreibgerät)

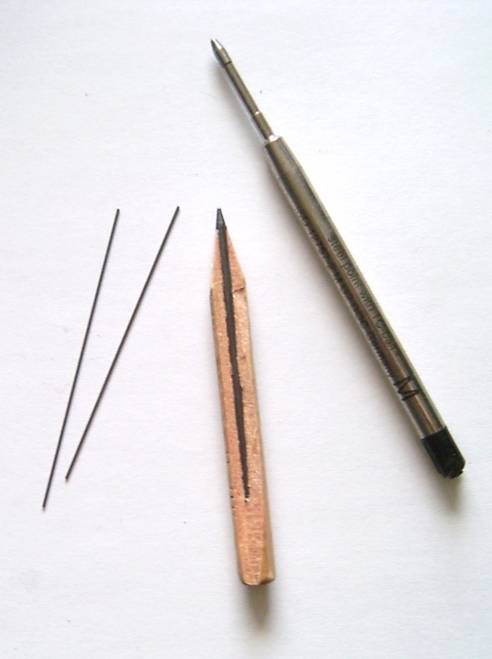
Unterschiedliche Formen von Minen in Schreibgeräten

Eine Mine (vermutlich von lat. minerum „erzhaltiges Gestein“, da die ersten Bleistifte aus Bleierz bestanden) ist ein stabförmiger Vorrat an Schreibstoff in Schreib- und Zeichengeräten wie Bleistift, Zirkel und Kugelschreiber. Sie ist entweder fester Bestandteil des Schreibgeräts (z. B. bei Blei- und Farbstiften) oder kann bei Kugelschreibern und Druckbleistiften ausgewechselt werden.
Ab dem 16. Jahrhundert war die Mine ein gegossenes Bleistäbchen in einer Holzhülle. Sie wurde wie ein Silberstift zum Schreiben und Zeichnen verwendet. Seit der Erfindung Kaspar Fabers im 18. Jahrhundert besteht sie aus gemahlenem Graphit, Schwefel und Antimon, bei Buntstiften zusätzlich aus Farbpigmenten; die Stoffe werden von Kunstharzen stabilisiert. Das Verfahren wurde 1795 patentiert. Wenn beim Bleistift die Mine abbricht oder stumpf wird, kann man sie mit einem Anspitzer wieder schreibfähig machen.
Kugelschreiberminen bestehen aus einem Kunststoff- oder Metallröhrchen bzw. aus einer geschlossenen Kartusche, die eine tintenhaltige Farbpaste enthält.